# PhpBB
phpBB – aplikacja internetowa napisana w języku skryptowym PHP, służąca do tworzenia systemu forów dyskusyjnych dostępnych przez strony WWW. Jest jednym z najbardziej rozwiniętych darmowych systemów forów dyskusyjnych. Jego najczęściej wybieraną alternatywą (także wśród darmowych forów) jest MyBB.
Wszystkie wersje phpBB są rozpowszechniane jako wolne oprogramowanie na zasadach licencji GPL w wersji drugiej. Oznacza to, że każdy ma prawo pobrać skrypt, dodać potrzebne mu funkcje i rozprowadzać dalej całość na tej samej licencji.

## Wersja 3.1 (nazwa kodowa „Ascraeus”)
Wersja 3.1.x to wersja phpBB. Na pierwszy rzut oka zmiany są niezauważalne, jednak wersja ta jest krokiem milowym w historii skryptu. Jedną z ważniejszych rzeczy jest wprowadzenie systemu rozszerzeń, który nie wymaga ingerencji w pliki skryptu. Pozwala to na łatwiejsze aktualizowanie forum i rozszerzeń. Osiągnięto to między innymi dzięki przepisaniu dużej części kodu, wykorzystaniu Composera, komponentów frameworka Symfony i zastosowaniu wzorców projektowych.

### Nowości i różnice w stosunku do wersji 3.0
- system rozszerzeń nie wymagający edycji plików (podobny w obsłudze do AutoMODa),
- łatwiejsza aktualizacja skryptu (dzięki nowemu systemowi rozszerzeń),
- ukrywanie tematów i postów bez konieczności ich usuwania,
- ulepszenie globalnych ogłoszeń i dodanie możliwości powiązania z konkretnym forum,
- dodanie strony kontaktowej i ulepszenie listy ekipy zarządzającej,
- responsywny styl forum, dopasowujący się do tabletów i telefonów,
- dynamiczny system powiadomień - bez przeładowania strony,
- rejestracja i logowanie za pomocą mediów społecznościowych (Facebook, Google itp),
- obsługa Gravatarów,
- wykorzystanie Composera, komponentów Symfony i nowoczesnych wzorców projektowych,
- wprowadzenie systemu migracji bazy danych oraz testów jednostkowych,
- proste operacje jak np. usunięcie posta są wykonywane dynamicznie (bez przeładowania strony),
- ulepszenie obsługi stylów, zwiększenie możliwości dziedziczenia i uporządkowanie struktury,
- wprowadzenie systemu szablonów Twig i obsługi biblioteki jQuery,
- usprawnienie nawigacji i zwiększenie wydajności dzięki HTML5 i CSS3,

### Wymagania wersji 3.1
Podobne jak w wersji 3.0. Wymagane PHP w wersji co najmniej 5.3.3.

### Instalacja wersji 3.1
Instalacja przebiega identycznie jak w przypadku poprzedniej wersji.

## Wersja 3.0 (nazwa kodowa „Olympus”)

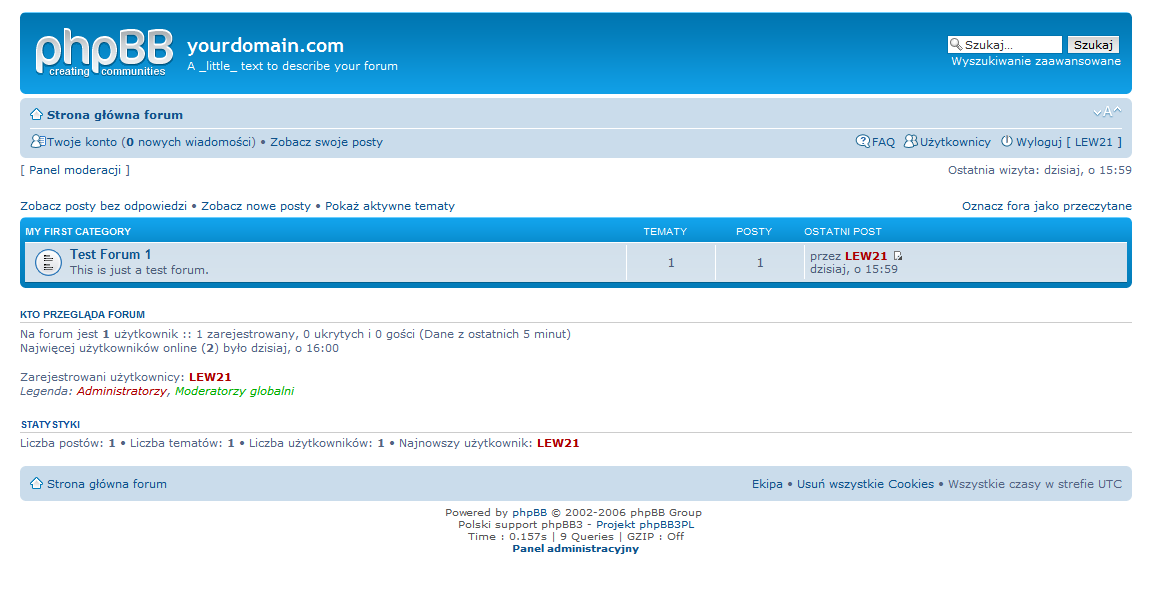
Screenshot phpBB 3.0.B6-dev w języku polskim ze stylem prosilver

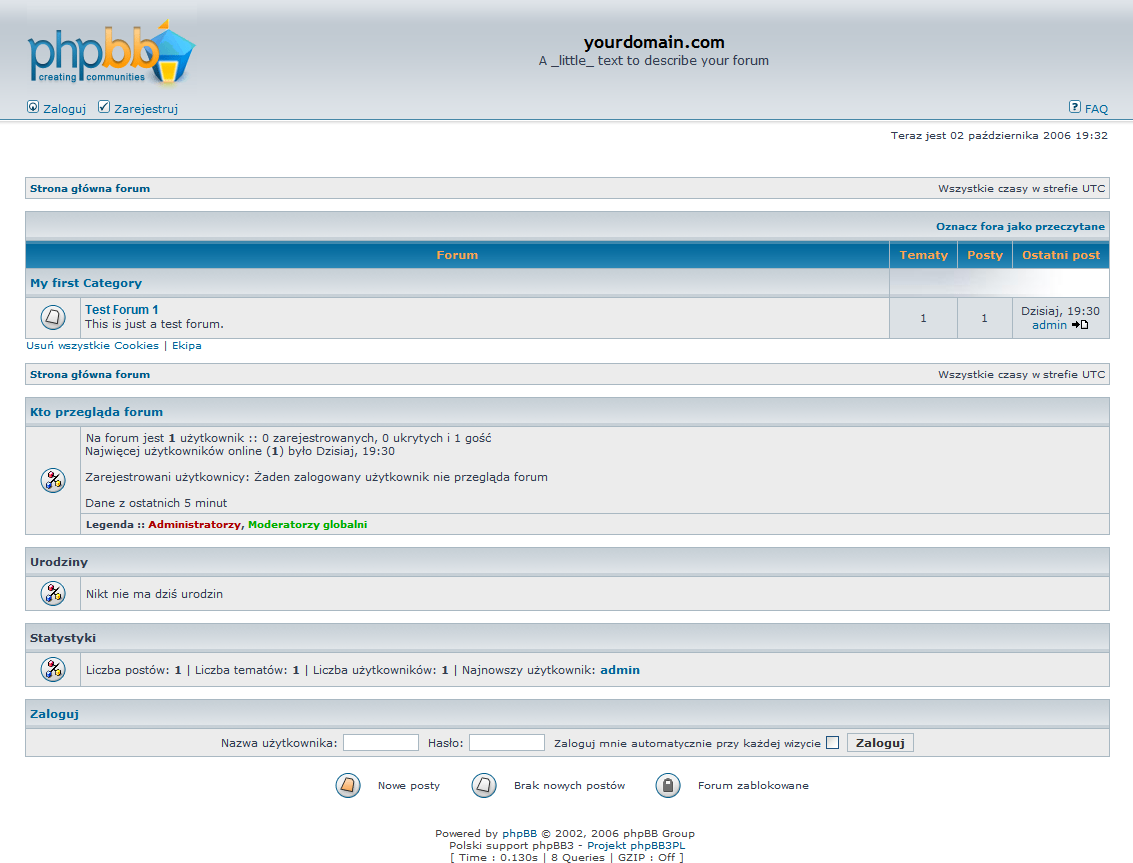
Screenshot phpBB 3.0.B2 w języku polskim ze stylem subsilver2

Linia 3.0.x początkowo miała mieć numer 2.2, ale zmieniono ją na 3.0, ponieważ jest niekompatybilna z phpBB2. Nazwa kodowa – Olympus – pochodzi od nazwy najwyższej znanej góry w Układzie Słonecznym, Olympus Mons.

### Różnice w stosunku do wersji 2.0
Wersja 3.0 bardzo różni się od wersji 2.0. Najważniejsze zmiany to:
- dodanie możliwości tworzenia poddziałów,
- znaczne rozszerzenie panelu administracyjnego,
- dodanie panelu moderacyjnego i panelu zarządzania kontem użytkownika,
- nowy, bardziej zaawansowany system zezwoleń,
- domyślnie skonfigurowane wsparcie dla 50 botów wyszukiwarek internetowych,
- możliwość dołączania plików do wiadomości,
- możliwość dodawania własnych kodów BB i nowych pól profilu,
- system ostrzeżeń i raportów,
- system przyjaciół i wrogów,
- kod oparty częściowo na obiektowym PHP4.

Standardowa instalacja phpBB 3.0 zawiera dwa style, oba stworzone przez Toma „subBlue” Bebbarda – prosilver oraz znany już z linii 2.0 subSilver w wersji 2. Prosilver (w wersji wstępnej) po raz pierwszy został pokazany szerszemu gronu 18 marca 2007 roku, wraz z ponownym uruchomieniem serwisu po rzekomej awarii dysków RAID serwera portalu phpBB.com, a do ogólnodostępnego repozytorium CVS phpBB3 trafił dopiero 1 kwietnia 2007 roku.

### Wymagania wersji 3.0
Do zainstalowania phpBB3 wymagane są:
- serwer lub konto na serwerze WWW,
- jeden z podanych niżej serwerów baz danych:
  - MySQL (w wersji 3.23 lub wyższej)
  - PostgreSQL (w wersji 7.3 lub wyższej, zalecana 8.2 lub wyższa)
  - SQLite (w wersji 2.8.2 lub wyższej)
  - Firebird (w wersji 2.0 lub wyższej)
  - Oracle
  - Microsoft SQL Server (w wersji 2000 lub nowszej) wprost lub poprzez ODBC
- interpreter PHP w wersji 4.3.3 lub wyższej (wspierane 5.0.x i 5.1.x, kompatybilne 6.0-dev), który obsługuje wybraną bazę danych,
- obsługa UTF-8 w rozszerzeniu PCRE.

| moduł / program            | korzyści |
| -------------------------- | --- |
| moduł kompresji zlib       | możliwość kompresowania i dekompresowania kopii bazy danych oraz plików, kompresja wyświetlanych stron w czasie rzeczywistym                                                                      |
| moduł obsługi zdalnego FTP | łatwiejsza instalacja skryptu, możliwość automatycznego ściągania zmienionych plików językowych na serwer, w przyszłości również łatwiejsza instalacja MODów za pomocą dodatku EasyMOD            |
| moduł GD                   | obróbka i tworzenie plików graficznych w czasie rzeczywistym (tworzenie miniaturek, potwierdzenie wizualne przy rejestracji użytkowników i pisaniu postów przez niezarejestrowanych użytkowników) |
| moduł XML                  | Jabber, w przyszłości również automatyczna instalacja MODów za pomocą dodatku EasyMOD |
| Imagemagick                | obsługa załączników graficznych, tworzenie miniaturek (odpowiednik biblioteki GD) |

### Instalacja wersji 3.0
Przebieg instalacji jest podobny do wersji 2. Instalacja sprowadza się do skopiowania plików phpBB na serwer, otwarcia instalatora w oknie dowolnej przeglądarki WWW i postępowania według zaleceń kreatora instalacji.

## Wersja 2.0

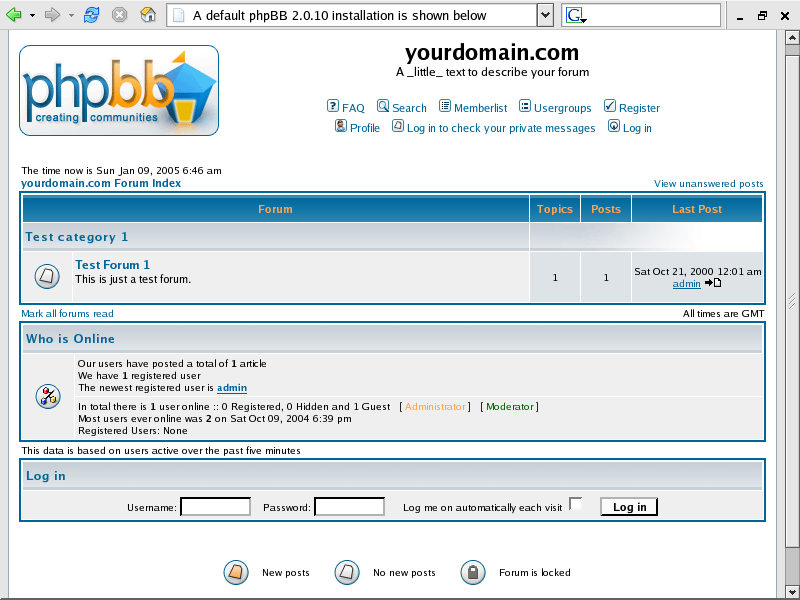
Screenshot phpBB 2.0 ze stylem subSilver

Wersja 2.0.23 (wydana 17 lutego 2008) to poprzednia stabilna wersja phpBB. Posiada rozbudowany panel administracyjny, w którym można zmodyfikować wiele aspektów działania forum bez potrzeby modyfikowania kodu. Skrypt nie ogranicza liczby obiektów (działów, użytkowników, rang dla użytkowników i grup użytkowników), które można stworzyć. Ograniczeniem teoretycznym jest specyfikacja bazy danych phpBB i jej silnika, np. dla forów w schemacie bazy dla MySQL ustawiono maksimum na ponad 65 tysięcy, dla MSSQL na ponad 2 miliardy (wynika to z ograniczeń wybranych typów kolumn). Dodatkowym, praktycznym ograniczeniem może być wydajność serwera w stosunku do liczby odwiedzających.

### Cechy wersji 2.0
Podstawowe cechy tej wersji to:
- wiadomości pisane z użyciem kodu BB (BBCode),
- własny system szablonów,
- gotowe modyfikacje rozszerzające funkcjonalność,
- obsługa wielu języków interfejsu,
- obsługa kilku baz danych,
- prosty skrypt instalacyjny,
- darmowe wsparcie dla użytkowników od członków społeczności phpBB,
- kod oparty na strukturalnym PHP.

### Wymagania
Do zainstalowania phpBB2 wymagane są:
- serwer lub konto na serwerze WWW,
- jeden z podanych niżej serwerów baz danych:
  - MySQL (w wersji 3.22 lub wyższej),
  - PostgreSQL (w wersji 7.0.3 lub wyższej, zalecana 7.1.x lub 7.2.x),
  - Microsoft SQL Server (w wersji 7 lub 2000) wprost lub poprzez ODBC,
  - Microsoft Access (w wersji 2000 lub XP) przez ODBC,
- interpreter PHP w wersji 4.0.3 lub wyższej[7], który obsługuje wybraną bazę danych.

### Przebieg instalacji
Instalacja sprowadza się do skopiowania plików phpBB na serwer, otwarcia instalatora w oknie dowolnej przeglądarki www i podania kilku informacji o serwerze oraz szczegółów konta administratora. Forum oparte na phpBB można też założyć w różnych serwisach internetowych udostępniających wstępnie skonfigurowaną instalację.

## Modyfikacje phpBB
Standardowa instalacja phpBB dysponuje ograniczonym zbiorem funkcji, który został wybrany i jest dodawany przez zespół programistów phpBB. Udostępniane są jednak różne modyfikacje tworzone przez członków społeczności phpBB.
Modyfikacje (w skrócie nazywane MOD) mają najczęściej postać pliku tekstowego, w którym znajdują się instrukcje, jak należy ją zainstalować. W stworzonym standardzie dla pliku modyfikacji „MOD”, określono, że (poza informacją o samej modyfikacji) mogą znaleźć się instrukcje o tym, jakie pliki przesłać na serwer, jak zmodyfikować bazę danych, co i w jakich plikach zmienić oraz instrukcje dodatkowe (wykonywane zawsze samodzielnie). Poza standardem MOD istnieją również niesformalizowane instrukcje do modyfikowania forum phpBB zamieszczane np. w serwisie phpBBHacks.com. W kwietniu 2006 roku na phpBB.com rozpoczęto wprowadzanie nowego standardu nazwanego MODX, który został oparty na XML.
Ścisłe przestrzeganie standardu MOD jest wymagane, żeby dana modyfikacja (po sprawdzeniu, przez zespół phpBB) została umieszczona w bazie modyfikacji phpBB (phpBB MOD Database). Innym elementem, na który zwraca się szczególną uwagę, jest sprawdzenie poziomu bezpieczeństwa, jakie oferuje dana modyfikacja. Wynik sprawdzenia modyfikacji jest określany jako Security Score.
Modyfikacje mogą być wprowadzane ręcznie – poprzez czytanie i wykonywanie instrukcji zawartych w pliku MOD (zwykle po angielsku), bądź z użyciem narzędzia do (pół-)automatycznej instalacji o nazwie EasyMOD. W nowszej wersji standardu opartego na XML możliwe jest też skorzystanie z przeglądarki internetowej z obsługą XSL, która przekształci plik MODX w bardziej czytelną wersję.

### Wersje wstępnie zmodyfikowane
Proces instalacji kolejnych MOD-ów może być kłopotliwy i czasochłonny. Spowodowane jest to tym, że nawet pojedynczy MOD może wymagać zmian wielu plików w wielu miejscach. Dodatkowo przy instalacji wielu modyfikacji (zwłaszcza tworzony przez różnych autorów) może dojść do konfliktów. Związane jest to przede wszystkim z tym, że kolejne MOD-y mogą zmieniać te same pliki, bądź te same tabele bazy danych. W niektórych wypadkach automatyczna instalacja nowszej modyfikacji może być niemożliwa, a w szczególności program EasyMOD może nie znaleźć danego miejsca do wstawienia kodu, ponieważ to miejsce zostało już zmienione przez inną modyfikację. W takich wypadkach ręczna instalacja przez osobę nie znającą składni PHP (i/lub SQL) może spowodować błędy, które ujawnią od razu po instalacji w postaci wykrytych przez serwer błędów składni, bądź pozostaną ukryte, powodując np. powstanie niespójności w bazie danych i inne nieoczekiwane rezultaty. Teoretycznie możliwe jest też, że automatyczna instalacja zakończy się powodzeniem, ale niezgodności w poszczególnych modyfikacjach dadzą nieoczekiwane rezultaty (np. jedna z modyfikacji nadpisze informacje pobrane przez inną i wyświetlane będzie nie to, co trzeba).
W związku z powyższym znacznie łatwiejszym rozwiązaniem (szczególnie dla początkujących administratorów) może być skorzystanie z gotowych, wstępnie zmodyfikowanych wersji phpBB. Zawierają one różne pakiety MOD-ów zainstalowanych i przynajmniej wstępnie przetestowanych pod kątem współdziałania. Wadą wyboru takiej instalacji jest praktyczna utrata wsparcia ze strony społeczności zgromadzonej wokół phpBB.com. Dodatkowo dalej część funkcji może dalej brakować w wybranej wersji, a nadmiarowe funkcje mogą powodować większy niż to konieczne spadek wydajności serwisu.